# Ван, Уэйн
Уэйн Ван (род. 12 января 1949, Британский Гонконг) — американский кинорежиссёр, сценарист и продюсер, наиболее известен по фильмам «Госпожа горничная», «Где угодно, только не здесь» и «Последний отпуск».

## Биография
Уэйн Ван родился и вырос в Гонконге. Его назвали в честь любимого актёра его отца Джона Уэйна. Когда ему исполнилось 17 лет он переехал в США, чтобы поступить в медицинскую школу, но впоследствии передумал и пошел изучать кино и телевидение в «Калифорнийский колледж искусств и ремесел» в Окленде. Первые его фильмы «Чэн исчез» (1982) и «Дим Сум: Легкое биение сердца» (1985) сделали ему репутацию. Он также снял более известные фильмы: «Госпожа горничная», «Дым», «Где угодно, только не здесь» и «Последний отпуск».
В сентябре 2007 году он выиграл Золотую раковину на Кинофестивале в Сан-Себастьяне за фильм «Тысяча лет хороших молитв».
Женат на бывшей «Мисс Гонконг» Коре Миао, живёт в Сан-Франциско и Нью-Йорке.

### Режиссёр
- 1982 — Чэн исчез / Chan Is Missing
- 1985 — Дим Сум: Лёгкое биение сердца / Dim Sum: A Little Bit of Heart
- 1987 — Танец смерти / Slam Dance
- 1989 — Чашка чая / Eat a Bowl of Tea
- 1993 — Клуб радости и удачи / The Joy Luck Club
- 1995 — Дым / Smoke
- 1995 — С унынием в лице / Blue in the Face
- 1997 — Китайская шкатулка / Chinese Box
- 1999 — Где угодно, только не здесь / Anywhere But Here
- 2001 — Центр мира / The Center of the World
- 2002 — Госпожа горничная / Maid in Manhattan
- 2005 — Благодаря Винн-Дикси / Because of Winn-Dixie
- 2006 — Последний отпуск / Last Holiday
- 2007 — Тысяча лет хороших молитв / A Thousand Years of Good Prayers (главный приз Сан-Себастьянского кинофестиваля)
- 2008 — Принцесса Небраски / The Princess of Nebraska
- 2011 — Снежный цветок и заветный веер / Snow Flower and the Secret Fan

### Сценарист
- 1982 — Чэн исчез / Chan Is Missing
- 1995 — С унынием в лице / Blue in the Face
- 1997 — Китайская шкатулка / Chinese Box (рассказ)
- 2001 — Центр мира / The Center of the World (рассказ)

### Продюсер
- 1982 — Чэн исчез / Chan Is Missing
- 1985 — Дим Сум: Легкое биение сердца / Dim Sum: A Little Bit of Heart
- 1993 — Клуб радости и удачи / The Joy Luck Club
- 1997 — Китайская шкатулка / Chinese Box
- 1998 — Возмездие / Lanai-Loa
- 2001 — Центр мира / The Center of the World
- 2007 — Тысяча лет хороших молитв / A Thousand Years of Good Prayers